# الأب الغائب
الأب الغائب  كتاب دراسات ومقالات للدكتور يوسف إدريس صدر عام 1987 عن دار نهضة مصر في 235 صفحة تقريبا. يحتوي الكتاب على 37 فصل يناقش فيها إدريس عددا من المشكلات الاجتِماعية التي تؤثر في المجتمعِ المصري. «الأب الغائب» هو عنوان مقالة للدكتور إدريس اختارها لتكون عنوان الكتاب يناقش واحدة من أكبَر المشكلات الاجتماعية الّتي أثَّرت في المجتمع المصري منذ سبعينيات القرن الماضي وحتى الآن؛ وهي غياب الأب عن أُسرته بحثًا عن لُقمة عيش له ولأُسرته.

## محتوى الكتاب
ملحوظة هامشية جدًّا - كلمتان للرئيس وللمعارضة - لكي نعيش الحاضر لا بد أن نعرف المستقبل - المساحة الحرجة - الأب الغائب - عُقدة المشرق والمغرب - إيزيس بين الحكيم ومطاوع - بدلًا من تعذيب النفس، فلنبدأ نفكر - الأزمات بالطول أم بالعرض؟ - أجهزة التفجير - الجانب الآخر للمأساة - أفتح الحنفية ينزل كوكايين - رجاءان - العظمة سيدة فاضلة - ذاهب لرؤية المعجزة - ماذا فعل الأقزام السُّمر؟ - سرُّ آسيا وسرنا - الإنسان الآخر - اللامعجزة، فقط، هنا - ملعبة التليفزيون - الحائر بين الكونين - أعصاب النبات - إلى صلاح جاهين - ضحك الجنازات - لماذا الفتور في حياتنا؟ - سكلانس الفتور - وداعًا أيها المجلس وإلى غير لقاء - ثلاث قصص جديدة أقدمها وأعتز بها - الدائرة الذهبية - القصة من وراء حجاب - من ليالي شهرزاد - رائحة الخريف - كلمة توضيح - دورينمات في مصر - لقاء حافل مع دورينمات - حوار مع زوج مارلين مونرو - كاتب بلاد الغنى والضياع.

## مقتطفات من الكتاب
تصدرت مقالة "ملحوظة هامشية جدا" كتاب إدريس وراح يشرح أسباب كتابته لهذه المقالات وقال: "هذه الكتب التي أصدرتُها منذ بدأت كتابة باب "من مفكرة يوسف إدريس" في الأهرام كل يوم إثنين، ألقَت علي شخصيا وعلى الحركة الثقافية والفنية المصرية والعربية سؤالا لا يزال إلى اليوم مطروحا، ولا زلت أواجه بالتساؤل في كل مكان: لمذا قلَّلت كثيرا من إنتاجك القصصي والمسرحي، وكدت تتفرغ لكتابة المفكرة؟ صحيح إنها هامة – هكذا يقول المتحدث أو المتسائل - وتتناول أخطر القضايا الثقافية والسياسية والاجتماعية في حياتنا، ولكننا نضن بكاتب القصة (وهنا يُضفُون علي ألقابًا لا أعتقد أني أستحقها)، نضن بهذا الكاتب أن يُنفق جهده في هذا الجانب الصحفي، المفكرة، ولا يتفرغ كليةً لقصصه ولمسرحه.
......
أيها القراء الطيبون، ما أكتبُه تحت عنوان «من مفكرتي» هو نوع جديد من الكتابة لم يأخذ حظه من الشيوع أو الاعتراف في بلادنا العربية، التي تُقسم الكتابة تقسيما إرهابيٍّا متعسفًا، فهي إما قصة قصيرة أو رواية أو مسرحية أو مقالة. صعب جدا في ظل هذا التقسيم الإرهابي أن أقول إن هناك نوعا خامسا يَجمع كل خصائص هذه العائلات الفنية، ويُسمونه مفكرات أو انطباعات، أو يُغالي بعضهم حتى يسميه الشكل الحديث جدا للقصة القصرية في عالم اليوم، فهو يجذب القارئ من أول كلمة، وفيه دراما داخلية وموسيقى لغوية تركيبية، وخيط فني قصصي أكثر إحكاما ربما من الخيوط الفنية التي تجدها في القصص القصرية.  وإذا كانت مكانة أي فن ودرجة رقيِّه تُقاس أوًلا بمقدار فاعليته، وليس بمقدار انتشاره، فقد يكون الانتشار راجعا لأسباب لا علاقة لها بفنية العمل؛ فإني أقولها بصراحة إن هذا الشكل الذي أكتب به ما أسميه أو يُسميه الأهرام من مفكرة د. يوسف إدريس، شكل فني خالص لا علاقة له البتَّة بشكل المقالة القديمة، كما كان يَكتبها العقاد أو المازني أو طه حسين، أو الكتَّاب المعاصرون الذين يجلسون إلى مكاتبهم وفي نيَّتهم كتابة مقالة أو مقال، بمعنى عمل عقلاني له مقدماته ونتائجه العقلانية المدروسة بعناية لتؤدي إلى إقناع القارئ في النهاية بصحة رأي الكاتب. هذه مقالات «رأي» وليست أعمالا فنية والفرق بين مقالة الرأي والعمل الفني الذي أكتبه، هو الفرق بين أي موضوع تقرؤه في هذا الكتاب وبين هذا الموضوع نفسه لو كتب على هيئة مقالة رأي، لها مقدمة ومدخل ووسط وعرض ونتيجة.
كلمتان للرئيس وللمعارضة
في عقلي وضميري كلمتان، أرجو أن يُعينني الله على قولهما. كان ممكنًا أن أتفادى هذا الموضوع الشائك، وأذهب أتحدث عن موضوع من المواضيع التي تَشغل بال رجل الشارع المصري (بالمناسبة هذا التعبير فيما أعتقد لم يَعد له وجود؛ إذ إن الشارع المصري نفسه لم يعد له وجود، أقصد الأرصفة التي يَمشي أو مفروض أن يمشي عليها رجل الشارع، إنها لا توجد إن وجدت، إلا في منطقة وسط البلد، ولا توجد إلا مزدحمة خانقة يتضارب الناس رجالاً ونساءً وأطفالا وصبيةً في سبيل أن يَنفذ كل منهم من ذلك المختَنق البشري الذي يتكدس فيه المارة.
كان ممكنًا أن أتناول مشكلة من مشاكل حياتنا اليومية وأشرِّق وأغرب، كان ممكنً أن أتناول مشكلة عربية وصلَت إلى نقطة بالغة الحرج، كالهجوم الإيراني على العراق وتقاعس العرب أجمعين (لولا مصر) عن مساعدة العراق عسكريٍّا. وأنا هنا أتوقف حائرا، أتساءل فيما يشبه الفجيعة: أين كل هذا العتاد العسكري الذي تشتريه الدول العربية بمليارات المليارات من الدولارات، وتكدسه في مخازنها، أو تُعطيه فارغ الذخرية لجيوشها، وهو سلاح قطعا لن يُستعمل ضد إسرائيل، وإلا لكان قد استُعمل من زمان بعيد، وبالطبع لن يستعمل ضد أمريكا أو المصالح الغربية، صاحبته وموردته ورابحة آلاف المليارات من ورائه، ففيم إذن تكديس هذا السلاح إلا للاستعمال الداخلي؛ أي التمكين للحكم في الداخل، وضرب شعوب تلك الدول أو الصراع المسلح حول السلطة كما حدث في اليمن. هو سلاح إذن استجلب للمحافَظة على الحكم من المحكومين وليس أبدا للاستعمال ضد عدو خارجي معاذ الله، أو حتى لنجدة دولة عربية أنهكتها حرب خمس سنوات تُساوي كل الحروب التي خاضتها كل الدول العربية مجتمعة بما في ذلك حروبنا الأربع نحن في مصر، وراح ضحيتها لا أقول عددا من المسلمين على كلا الجانبين، ولكن عددا من العراقيّين العرب أكثر بكثير مما فقَدنا في أي حرب ضد إسرائيل، أو حتى في كل الحروب ضد إسرائيل. هذه البلاد العربية التي يتكدس فيها السلاح تكديسا، وعلى أحدث طراز، هذه الطائرات التي تَحفل بها أسلحة الطيران في جميع الدول العربية، وهي لو ساهمت كل دولة ببضعة أسراب لأصبحت قوة سلاح الطيران العراقي من القُدرة والبطش بحيث تجب إيران على عقد الصلح.

## نقد وتعليقات
كتب بهاء الميري على موقع «البوابة نيوز» في أول أغسطس 2019: «مقالا تحت عنوان» لماذا الفتور في حياتنا«، طرح من خلاله سؤالا عن لماذا انتشر الفتور الذي أزداد بين غالبية الكتاب والقراء، موضحا أن الكاتب أيضا لم يعد شديد الحماس للكتابة. يقول يوسف إدريس: إن الفتور أصبح هو الصفة الغالبة عند الكتاب كما لو كنا نؤدي الكتابة مثلما يؤدي القارئ القراءة، وهذا ليس احساسا خاصا بالقراءة والكتابة وحدهما لكنه من خلال جولاتي الكثيرة في مختلف نواحي حياة المجتمع المصري وأماكن العمل. أوضح ادريس أن كثيرا من الخطابات التي تأتيني من القراء معترضة أو مؤيدة أجدها في النهاية وبالنظرة الأعمق دليل عن إنعدام الحماس وفتور الهمة حتى لو كان الموضوع الذي يكتب عنه القارئ مثيرا للهمة ودافعا للحماس. وبيّن ادريس ان الفتور الذي اجتاح القراء هو أن كل من هب ودب أصبح يكتب في كل المجالات وغالبية المواضيع لا تهم القارئ بشئ فالكتابة ليست بأن تمسك برأس موضوع ما ومعظم الكتاب الجدد تجده في كتاباته يخاطب جمهورا لا يعرفه ولا يعرف إتجاهاته ويخاطبه وكأنه يلقى محاضرة على طلابه».
كتبت رشا أحمد في صحيفة الشرق الأوسط في 10 أكتوبر 2021 عن مقالة يوسف إدريس «إيزيس بين الحكيم ومطاوع» فقالت: «انتقد يوسف إدريس تركيز المسرحية، في النسخة الأقدم، (تشير إلى مسرحية توفيق الحكيم» إيزيس«التي قدمها المسرح القومي بمصر من إخراج كرم مطاوع عام 1986) على الرقصات والأداء الحركي لعشرات الممثلين والديكورات الصاخبة على حساب الحس الإنساني واللحظات الحميمة داخل العمل مثل اللقاء بين إيزيس وابنها بعد خمسة عشر عاماً. فيما أكد الحكيم أنه لم يقصد بعمله استعراض عقائد المصريين القدماء وإنما تقديم شخصيات الأسطورة في إطار إنساني، لا سيما موضوع وفاء الزوجة».
عرض سعيد الشحات في صحيفة «اليوم السابع» قضية أثارها يوسف إدريس في المقالتين «رجاءان» و«العظمة سيدة فاضلة» على صفحات الاهرام حيث كتب: «بدأ إدريس حملته بمقاله في الأهرام بعنوان «رجاءان» يوم 7 إبريل 1986، ذكر فيه أنه يتوجه إلى أسرتى عبدالناصر والسادات يرجوهما التنازل عن استراحتيهما في المعمورة، اللتين تحيط بهما مساحة نحو 400 فدان، أي مليون وستمائة وثمانين ألف متر مربع، وأضاف أنه لو تم بيع هذه المساحة وقدرنا المتر بألف جنيه، فسيكون الثمن خرافيا يتعدى مليار جنيه، وهى» ليست كافية لتسديد ديون مصر فقط، ولكنها تكفى لإنهاض الاقتصاد المصرى كله نهضة تغنينا عن سؤال اللئيم، وتنجز مشروعات المجارى والطرق والمصانع، وتصنع المشروعات«.. وتساءل:» لماذا لا تقتصر كل عائلة على الفيلا التي تقيم فيها وحولها حديقة معقولة ولتكن فدانا، ويباع الباقى للمواطنين«. خص إدريس في مقاله أسرة عبد الناصر بوصفهم أصدقاءه، خصوصا الدكتور خالد أكبر الأبناء الذكور للزعيم الراحل، وفى يوم 12 إبريل 1986 أفردت الأهرام نصف صفحة لتحقيق حول هذا الموضوع، وتحته رد عنيف من خالد بعنوان» الذين يتجاهلون الحقائق«.. قال خالد:» كنت أتمنى أن يراجع الدكتور يوسف إدريس مصدر معلوماته، فهذا البيت الذي كان يقيم فيه جمال عبد الناصر في المعمورة هو ملك الدولة، وخصص لإقامة الرئيس، وأن مساحة البيت بحدائقه ليست 400 فدان بحال من الأحوال، وإنما مجملها خمسة أفدنة محاطة بسور، وباقى المساحة موزعة إلى وزارة الزراعة، ووزارة الدفاع، وأن مجلس الأمة أصدر قانونا بأن يكون هذا البيت لعائلة جمال عبد الناصر مدى الحياة يعود بعدها للدولة المصرية«. تزامن مع رد الدكتور خالد، قيام والدته السيدة تحية، حرم جمال عبد الناصر، بإرسال خطاب إلى مجلس الشعب، تعلن فيه تنازلها عن الاستراحة»، تابع الكاتب وقال ان هذه المعركة انتهت، لكن خالد عبد الناصر لم ينسها أبدا، وفى حوار أجريته معه ونشرته جريدة البيان الإماراتية على ثلاث حلقات «8 مارس 1999» قال: «لم أسامح يوسف إدريس».
نشر فريق تحرير موقع «باب مصر» في 4 أغسطس 2020: «في النهاية لخص خالد عبدالناصر نتائج هذه الواقعة في إحدى حواراته مع الكاتب سعيد الشحات: إن الاستراحات عادت ولم تسدد ديون مصر لهذا لم أسامح يوسف إدريس».
كتب حسن حافظ على بوابة أخبار اليوم في 8 أغسطس 2021: "إحدى معارك يوسف إدريس تمثلت في مقال كتبه في العام 1986، بعنوان «رجاءان» طالب فيه أبناء الرئيسين جمال عبد الناصر وأنور السادات بإعادة استراحتين في المعمورة إلى الدولة، لكنه استند إلى معلومات مغلوطة فقال إن مساحة الاستراحتين تصل إلى أربعمائة فدان، وتوقع بناء على هذا أن بيع هذه الأراضى كفيلة بإنهاض الاقتصاد المصرى كله، وأثار المقال موجة من الجدل وردود الفعل والموضوعات الصحفية حول حقيقة الاستراحات الرئاسية، فرد خالد جمال عبد الناصر بمقال حاد بعنوان "الذين يتجاهلون الحقائق"، وأكد فيه أن مساحة استراحة المعمورة لا تتجاوز خمسة أفدنة فقط، ثم أرسلت تحية عبد الناصر رسالة إلى مجلس الشعب تعلن فيها تنازل أسرة عبد الناصر عن استراحة المعمورة، وقد حيا يوسف إدريس هذه الخطورة وشكر عليها السيدة تحية عبد الناصر في مقال بعنوان «العظمة سيدة فاضلة».
أشادت نعيمة الغنام في الصحيفة السعودية «اليوم» في 31 مايو 2003 بمقالة إدريس وكتبت: «تذكرت ما كتبه الأستاذ الكبير يوسف إدريس (سر آسيا وسرنا) وبالذات اليابان، كيف أنهم يعيشون كجماعة وكيف يعملون كجماعة، أي أنه مجتمع ذكي يعرف قيمة الوقت».
كتب محمد علام على موقع «الناس نت» في 22 يناير 2021: «عبّر يوسف إدريس في جريدة الأهرام، عن نشوته بلقاء الكاتب المسرحي السويسري الشهير فريدريتش دورينمات، أثناء زيارته إلى سويسرا في منتصف الثمانينيات، كان اللقاء حميميًا، وتم ببساطة وغير تكلف، فبمجرد ما استطاع إدريس الحصول على رقم هاتفه اتصل به وقال له جملتين قصيرتين، أنا كاتب مصري، أريد لقاءك، فرد بالألمانية ولم يفهم إدريس شيئًا فناول السماعة لمرافقه الذي ترجم بالإنجليزية: إن مستر» دورينمات«يُرحِّب بلقائك يوم الثلاثاء القادم في منزله بنيوشاتل، وهو يترك لك حرية اللقاء، إما لتناول الغداء 12 ظهرًا، أو مشروب في الثالثة بعد الظهر .... صرح إدريس برغبته في استضافته في القاهرة للقاء الأدباء والمثقفين المصريين، حينها اندهش دورينمات من هذه البساطة التي يأخذ بها إدريس الأمور، وقال له: حقًا؟ ..... كان يوسف إدريس يرى شيئًا آخر، ولم يستغرق منه الأمر وهو في حضرة فريديرتش دورينمات سوى دقيقة واحدة ليرتب أفكاره ويقول: إنك كمسرحي، خالق لما أُسمِّيه الأسطورة الحديثة؛ فالواقع كما هو أنت تعرف وأنا أعرف لا يَصلُح بذاته كمادة مسرحية، لا بد من حيلة مسرحية يلجأ إليها كاتب المسرح ليجعل هذا الواقع إمَّا أن ينقلب رأسًا على عقب وإمَّا أن يَعتدِل إذا كان مقلوبًا لنستطيع أن نراه في ضوء جديد تمامًا وبرؤيا جديدة تمامًا ..... رغم إعجاب يوسف إدريس بدورينمات الذي سكنه شبحه في كثير من الكتابات، إلا إنه كان طوال الوقت يُفكر في مَنطَقَة فِكر الرجل الذي تَعِبَ كثيرًا في هذه الندوة أن يشرحَ ويبرهن بأنَّ العبثَ ضدَّ المنطقِ من الأساس ولذلك لا يجب أن تبحثوا فيه عن أي منطق أو قانون أو نظام. لكن إدريس أعاد السؤال بطريقة أخرى قائلًا: أنا أريدُ أن أسألَ الأستاذَ دورينمات هل هو فعلا يعتقد أن هذا كله صدفة وعبث وأن حضورنا هنا مثلا وحضوره في القاهرة صدفة وعبث أم أن هناك قانونا آخر للكون».
كتب محمد عبد الرحمن في صحيفة اليوم السابع بتاريخ 10 فبراير 2019: «تحت عنوان» حوار مع زوج مارلين مونرو": "فليعذرنى القارئ لهذا العنوان، فمارلين مونرو أكثر شهرة بكثير من زوجها عميد المسرح الأمريكى آرثر ميلر «، مشيرًا إلى أن اللقاء الذي جمعه مع الأديب الأمريكى في أحد شوارع نيويورك وبالكاد كان يتعرف عليه أناس قلائل، ما جعل» إدريس«يتساءل:» ماذا لو كنت سائرا مع مارلين مونرو الآن؟ ألم يكن الشارع كله قد وقف تمامًا عن حركته؟ هكذا الكتاب المساكين دائما يعملون من وراء الستار. يوسف إدريس أيضًا كان صاحب موقف أكثر مقاربة لاعتبار البعض شهرة الكاتب بسبب زواجه مارلين مونرو، فكما يذكر الكاتب أشرف توفيق في كتابه «وقيدت ضد مجهول الملف السرى للموت الغامض»، فإن صاحب رواية «الحرام» حينما قابل «ميلر» في مؤتمر أدبى عام 1988، قال له: «كلمنى عن مارلين مونرو لقد شبعنا من الأدب».

## وصلات خارجية
https://www.merefa2000.com/2020/10/blog-post_731.html الأب الغائب
https://www.albawabhnews.com/3682300 الأب الغائب